# Антиноя (дъщеря на Кефей)
Вижте пояснителната страница за други значения на Автоноя.
Антиноя (на старогръцки: Ἀντινόη, Antinoe) в древногръцката митология е дъщеря на аргонавта Кефей от Тегея в Аркадия. Наричана е още Автоноя.

## Други
- Антиноя, дъщеря на Пелий, цар на Йолк
- Антиноя, майка на Анкей и Епох от Ликург от Аркадия.[3][4]

Други:
- Антиноя друго име на Антинополис, древен град в Римски Египет